# Corey Walden
Corey Walden   (Daytona Beach, 5 d'agost de 1992) és un jugador de bàsquet estatunidenc que juga a l'Hiopos Lleida de la Lliga ACB.
Va jugar al bàsquet universitari amb Stetson Hatters i Eastern Kentucky Colonels abans de jugar professionalment a la NBA G League i a les lligues belga i israeliana. Jugant a l'Hapoel Holon va ser nomenat MVP de la Ligat ha'Al el 2019. Walden també té la ciutadania sèrbia.